# Margareta Momma
Pour les articles homonymes, voir Momma (homonymie).
 (mars 2020).
Si vous disposez d'ouvrages ou d'articles de référence ou si vous connaissez des sites web de qualité traitant du thème abordé ici, merci de compléter l'article en donnant les références utiles à sa vérifiabilité et en les liant à la section « Notes et références ».
Anna Margareta Momma (née von Bragner en 1702 et morte en 1772) est une éditrice, rédactrice en chef et journaliste suédoise.
Elle est l'auteur de l'essai politique Samtal emellan Argi Skugga och en obekant Fruentimbers Skugga et la rédactrice en chef de la Stockholm Gazette. Chronologiquement, elle peut être considérée comme la première femme journaliste en Suède.

## Biographie
Margareta Momma est née aux Pays-Bas, probablement en tant que descendante de huguenots français.
En 1735, elle épouse l'éditeur suédois Peter Momma (mort en 1772), lui-même issu d'une famille suédoise d'origine hollandaise, et s'installe à Stockholm. Elle est la mère de Petter (1738-1758), Wilhelm (1740-1772) et Elsa (1744-1826). Son mari Peter Momma était propriétaire de l'Imprimerie Royale, éditeur et rédacteur en chef de la Stockholm Gazette (1742), du Stockholms Weckoblad (1745). Margareta Momma a joué un rôle actif en tant que partenaire professionnel.

## Carrière
Momma a été identifiée comme l'auteure de l'essai publié en suédois Samtal emellan Argi Skugga och en obekant Fruentimbers Skugga (Conversation entre l'Ombre d'Argus et l'Ombre inconnue d'une Femme), plus connu sous le nom de Samtal (Conversation), qui est devenue son œuvre la plus connue. Elle faisait ainsi partie des rares femmes journalistes d'Europe et probablement la première de Suède. Son essai a suscité un grand intérêt dans la Suède contemporaine, mais son auteure est restée inconnue de son vivant. L'ouvrage a été publié en dix parties durant la session parlementaire 1738-1739 du Riksdag. Les essais étaient à l'époque une nouvelle forme de média en Europe et ses écrits ont été parmi les premiers à introduire ce type de publications en Suède.
Ses écrits étaient contemporains de publications similaires en Suède, tels que Skuggan Af den döda Argus (L'Ombre de la Mort d'Argus), Samtal, I The Dödas Rijke, Emellan Den Sedo-Lärande Mercurius ou encore Den Swänska Argus, et en étaient probablement inspirés.
Samtal évoque la politique étrangère, la politique sociale, les questions de moralité, d'indépendance et des sujets propres au Siècle des Lumières. Les différentes publications constituant l'essai ont été écrites sous la forme d'une conversation argumentée fictive - ce qui explique son titre - entre deux figures de fiction, la figure de l'homme Argi skugga (L'Ombre d'Argi) et celle de la femme Fruentimbers skugga (L'Ombre d'une Femelle), autour de sujets variés. D'autres personnages participent également à la conversation, tels que le Muselmanen (Le Musulman) et le Philosophen (Le Philosophe).
Des critiques contre l’Église catholique, dans le cadre de réflexions liées au Siècle des Lumières, jusqu'à alors peu présentes en Suède mais courantes aux Pays-Bas, y sont souvent présentées. Dans ces conversations, l'essai promeut la liberté d'expression, de culte, préconise la traduction en suédois des connaissances de l'époque afin de les rendre accessibles au plus grand nombre, au lieu de restreindre l'accessibilité des écrits et des connaissances aux universités, et affirme que les femmes devraient également avoir accès à l'éducation supérieure et participer au débat public.
Elle fait par ailleurs dans ces écrits la satire des lettres reçues de la part des lecteurs, qui critiquent l'idée même d'une femme exprimant des idées philosophiques. Fortement influencée par les idées des Lumières, elle est alors considérée comme radicale et progressiste et entre en conflit avec les lois de censure de l'époque. Elle ne sera pas interdite de publication, mais interrompra après dix numéros, et ce pour des raisons inconnues, ses écrits en 1739, bien que d'autres parutions semblaient avoir été prévues.
Durant la période de l'Ère de la Liberté et le règne de Gustave III au 18e siècle, plusieurs publications parues en Suède sont écrites par et pour des femmes qui, à l'exception de sujets plus communs débattus durant le Siècle des Lumières, ont évoqué et remis en questions les droits et le statut des femmes dans la société d'alors. Ces écrits étaient publiés sous forme d'essai, de lettres et de conversations fictives. On peut ainsi considérer que l'essai de Margareta Momma était sans doute le premier. La plupart des femmes journalistes et auteures du 18e siècle en Suède écrivaient sous pseudonyme (généralement un nom français), peu d'entre elles seront identifiées.
Momma est également reconnue pour avoir édité en français la Stockholm Gazette, qu'elle publiera de 1742 à 1752. Elle meurt en 1772, la même année que son époux et leur deuxième et dernier fils. Sa fille Elsa Fought héritera de l'entreprise familiale.

## Héritage
Le prix Mommapriset - Årets Utgivare (Momma Award - Prix de l’Éditeur de l'Année) porte son nom.